# Nowy Ruch Szwedzki
Nowy Ruch Szwedzki (szw. Nysvenska rörelsen) – neonazistowski szwedzki ruch polityczny, opowiadający się za nacjonalizmem, antykomunizmem, korporacjonizmem i faszyzmem. Według szwedzkich archiwów narodowych w 1941 roku ruch miał 8632 członków. Po śmierci Per Engdahla ruchem kieruje Rada Federalna. W latach pięćdziesiątych XX wieku założyciel stowarzyszenia, Per Engdahl, odegrał kluczową rolę w próbie stworzenia europejskiego stowarzyszenia partii faszystowskich: Europejskiego Ruchu Społecznego (ESM). Nowy Ruch Szwedzki wydawał gazetę Droga Naprzód (Vägen framåt) od 1932 do 1992. Od 2001 wydaje czasopismo Nonkonform.

## Znani członkowie
- Założyciel IKEI Ingvar Kamprad był członkiem stowarzyszenia od 1942 do 1945 roku[5].
- Szwedzki piosenkarz i kompozytor Johnny Bode.